# مشروع إميلي
مشروع إميلي (Project EMILY) هو مشروع عسكري بريطاني سري نُفذ خلال الحرب الباردة، ويعود إلى أواخر الخمسينيات وبداية الستينيات، وكان يهدف إلى نشر صواريخ نووية أمريكية متوسطة المدى في المملكة المتحدة، لتعزيز الردع النووي ضد الاتحاد السوفيتي. بدأ المشروع عام 1958 وانتهى عام 1963، حيث تم تفكيك وإزالة الصواريخ مع تطور تقنيات الردع النووي وتطور الصواريخ العابرة للقارات.

## خلفية المشروع:
- خلال الحرب الباردة، سعت الولايات المتحدة إلى نشر أسلحتها النووية في أوروبا لتعزيز قدرات حلف الناتو.
- وافقت بريطانيا على استضافة صواريخ "ثور" (Thor) النووية الأمريكية ضمن مشروع سري حمل اسم "إميلي"

## أهداف المشروع:
- تعزيز الردع النووي الغربي ضد التهديد السوفيتي.
- تقوية العلاقات العسكرية بين الولايات المتحدة وبريطانيا.
- سد فجوة مؤقتة قبل تطوير أسلحة أكثر تطورًا مثل الصواريخ العابرة للقارات (ICBMs).